# Tallinner Ratsapotheke
Koordinaten: 59° 26′ 13,5″ N, 24° 44′ 45,7″ O

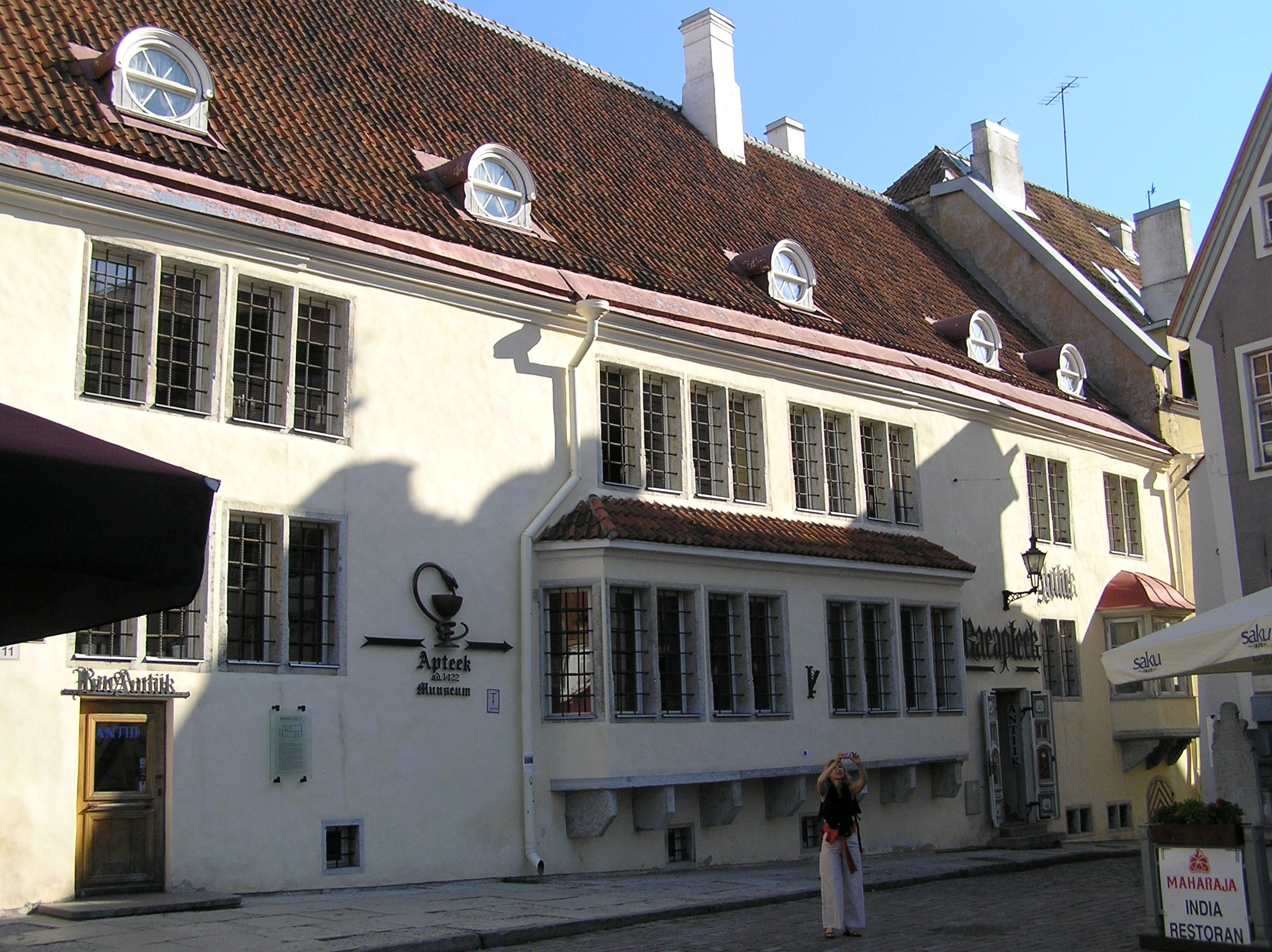
Tallinner Ratsapotheke

Die Tallinner Ratsapotheke (estnisch Tallinna Raeapteek) befindet sich am Rathausplatz der estnischen Hauptstadt Tallinn. 
Sie gilt als eine der ältesten Apotheken Europas, die heute noch in Betrieb sind.

## Geschichte
Die Ratsapotheke befindet sich im Gebäude Rathausplatz 11 (Raekoja plats 11), direkt gegenüber dem Tallinner Rathaus. Es handelt sich eigentlich um drei Gebäude, die miteinander verbunden wurden. Die Ratsapotheke wurde wahrscheinlich Anfang des 15. Jahrhunderts gegründet. Die erste Urkunde bezeugt für das Jahr 1422 bereits den dritten Besitzer. Spätere Quellen bezeichnen Johann Molner als ersten Apotheker und erwähnen, dass bereits zur Mitte des 15. Jahrhunderts dort Arzneien verkauft worden sein sollen.

## Apothekerdynastie Burchart

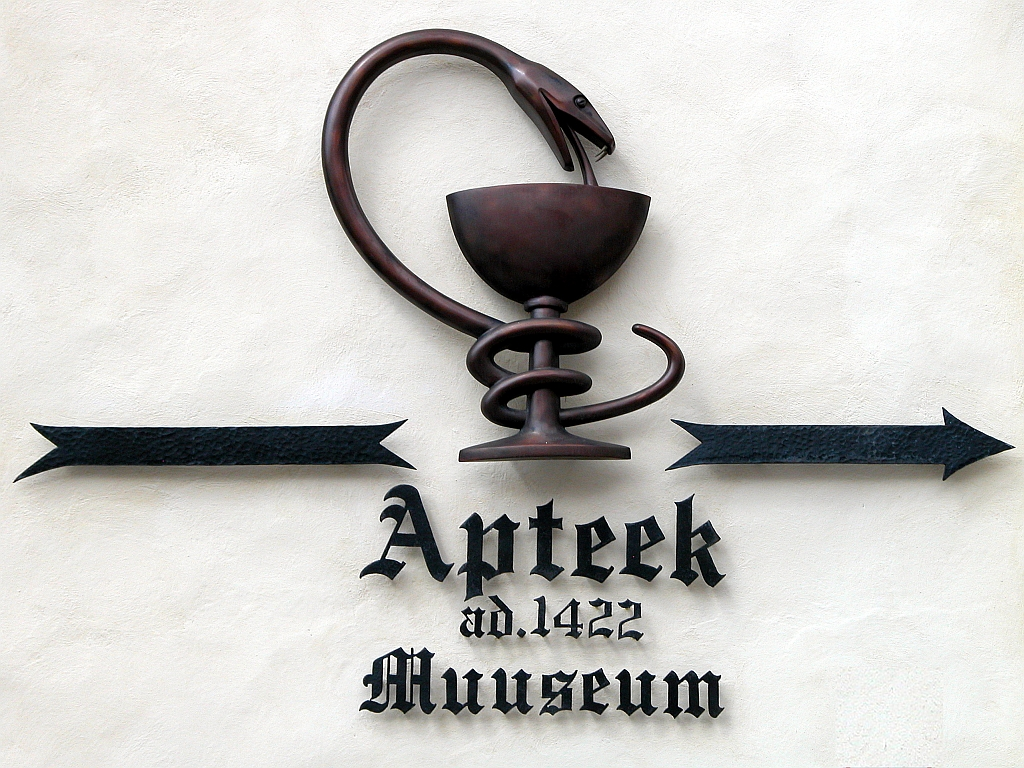
Hinweis auf das Apothekenmuseum

Die Geschichte der Ratsapotheke ist besonders mit der Familie Burchart (Burchard, Burchardt), einer Regensburger Apotheker-Dynastie, verbunden, die sie von 1582 bis 1911 betrieben hat. Der Ungar Johann Burchart (von) Belavary de Sykava kam zwischen 1579 und 1581 von Bratislava nach Tallinn. 1582/83 pachtete er vom Rat der Stadt die „Große Apotheke am Markt“.
Der jeweils erstgeborene Sohn der Familie Burchart erhielt den Namen Johann und erbte die Apotheke. Johann Burchart (IV.) kaufte sie 1688 von der Stadt für 600 Thaler ab. 1690 bestätigte der schwedische König Karl XI. den Kauf sowie die Rechte und Pflichten der Eigentümerfamilie. Mitglieder der Familie waren auch als Ärzte tätig. Das in Stein gemeißelte Wappen der Familie Burchart mit der Jahreszahl 1635 ist im Windfang des Hauses zu sehen.
Im Dachgeschoss richtete Johann Burchart (VIII.) neben Holzkisten zur Aufbewahrung von Kräutern ein kleines Heimatmuseum ein, das er Mon faible (franz.: „meine schwache Seite“) nannte. Die damaligen Ausstellungsstücke sind heute teilweise im Tallinner Stadtmuseum zu besichtigen.
In der Apotheke wurden damals nicht nur Arzneien, sondern auch andere Spezialitäten verkauft: Süßigkeiten, Marzipan, Gebäck, Papier, Wachs, Gewürze, Spielkarten und später sogar Tabak. Die Familie Burchart sicherte sich das Privileg, jährlich 400 Liter Cognac aus Frankreich steuerfrei einzuführen. Bekannt war die Ratsapotheke auch für den Tallinner Klarett, einen durch Aufguss von Gewürzen hergestellten und mit Zucker gesüßten Wein.
Nach dem Tode Johann Burcharts (X.) verkaufte 1911 dessen Schwester die Ratsapotheke an den Deutschbalten Rudolf Carl Georg Lehbert (1858–1928) und beendete damit die 325-jährige Familientradition.

## Ratsapotheke heute

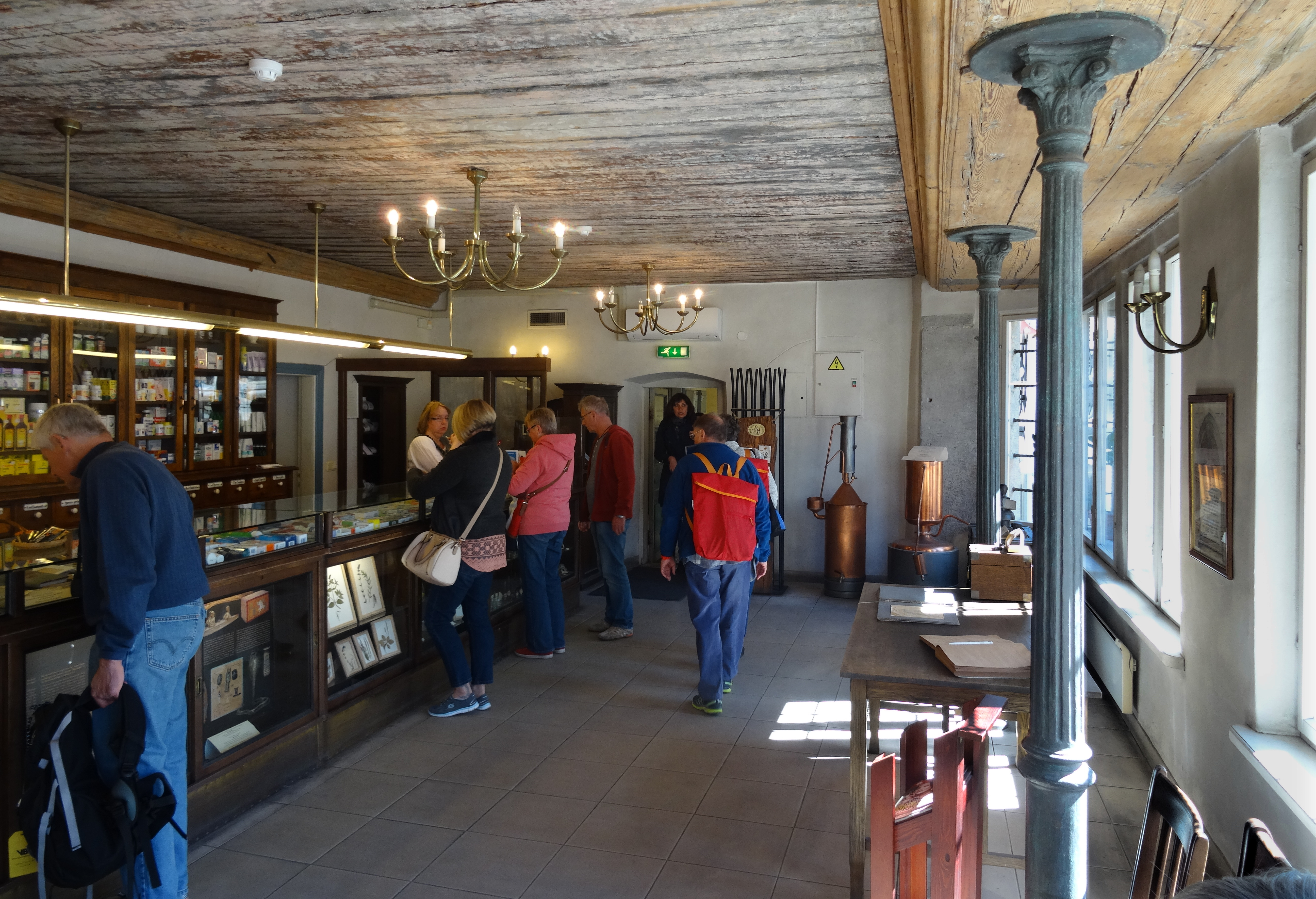
Verkaufsraum der Apotheke

Nach der sowjetischen Besetzung Estlands wurde die Apotheke 1944 verstaatlicht. Nach der Wiedererlangung der estnischen Unabhängigkeit 1991 wurde das historische Gebäude aufwändig renoviert und 2003 in neuem Glanz eingeweiht. Heute befindet sich die Apotheke im Erdgeschoss. Sie ist mit ihren Auslagen vom 17. bis 20. Jahrhundert Anziehungspunkt für viele Touristen. Darüber liegt das Knoblauch-Restaurant Balthasar. Im zweiten Stock findet sich eine steinerne Säule mit dem Wappen der Familie Burchart und der Jahreszahl 1663.